# Manchester and Keene Railroad
Die Manchester and Keene Railroad ist eine ehemalige Eisenbahngesellschaft in New Hampshire (Vereinigte Staaten). Sie wurde am 22. Juni 1864 gegründet und baute eine normalspurige Eisenbahnstrecke von Keene nach Greenfield, die 1878 eröffnet werden konnte. Die 48,2 Kilometer lange Strecke stellt die westliche Verlängerung der Peterborough Railroad dar.
Vom 1. Oktober 1880 bis zum 20. Oktober 1881 wurde die Bahn von der Connecticut River Railroad betrieben, die die Verlängerung der Strecke über Keene hinaus nach East Northfield in Besitz hatte. Ab 1882 gehörte eine Hälfte der Bahngesellschaft der Boston and Lowell Railroad und die andere Hälfte der Concord Railroad. Die Boston&Lowell führte den Betrieb und pachtete vom 1. Juli 1884 bis zum 1. Dezember 1885 den Anteil der Concord Railroad. 1889 ging die Concord Railroad in der neu gegründeten Concord and Montreal Railroad auf, die den Anteil an der Manchester&Keene übernahm. Die Boston and Maine Railroad, die 1887 die Boston&Lowell übernommen hatte, pachtete zunächst deren Anteil und ab 1895 auch den Anteil der Concord&Montreal. Die Manchester&Keene wurde bald darauf aufgelöst. Heute gehört der Abschnitt Greenfield–Elmwood der Milford-Bennington Railroad. Der Rest der Strecke ist stillgelegt.